# Daubeuf-Serville
Daubeuf-Serville est une commune française située dans le département de la Seine-Maritime, en région Normandie.

## Géographie

### Localisation
La commune est située dans le pays de Caux.
|                      | Thiergeville, Thiétreville | Ypreville-Biville |
| Bec-de-Mortagne      | Daubeuf-Serville           | Limpiville        |
| Annouville-Vilmesnil | Angerville-Bailleul        | Bénarville        |

### Hydrographie
La commune est située dans le bassin Seine-Normandie. Elle n'est drainée par aucun cours d'eau,.

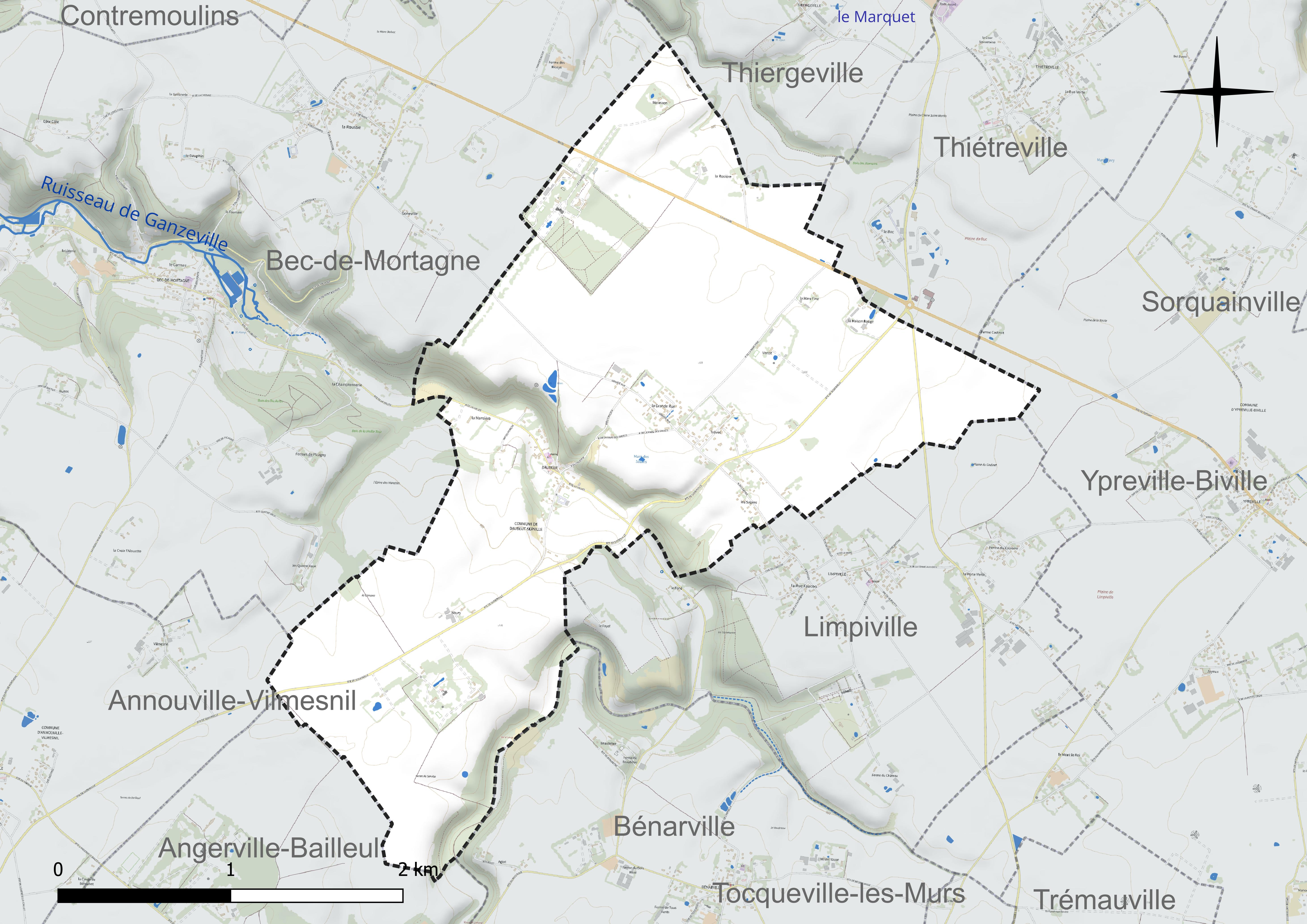
Réseau hydrographique de Daubeuf-Serville.

### Climat
Pour des articles plus généraux, voir Climat de la Normandie et Climat de la Seine-Maritime.
En 2010, le climat de la commune est de type climat océanique franc, selon une étude du CNRS s'appuyant sur une série de données couvrant la période 1971-2000. En 2020, Météo-France publie une typologie des climats de la France métropolitaine dans laquelle la commune est exposée à un climat océanique et est dans la région climatique Côtes de la Manche orientale, caractérisée par un faible ensoleillement (1 550 h/an) ; forte humidité de l’air (plus de 20 h/jour avec humidité relative > 80 % en hiver), vents forts fréquents. Parallèlement le GIEC normand, un groupe régional d’experts sur le climat, différencie quant à lui, dans une étude de 2020, trois grands types de climats pour la région Normandie, nuancés à une échelle plus fine par les facteurs géographiques locaux. La commune est, selon ce zonage, exposée à un « climat maritime », correspondant au Pays de Caux, frais, humide et pluvieux, légèrement plus frais que dans le Cotentin.
Pour la période 1971-2000, la température annuelle moyenne est de 10,5 °C, avec une amplitude thermique annuelle de 13,6 °C. Le cumul annuel moyen de précipitations est de 943 mm, avec 13,6 jours de précipitations en janvier et 8,9 jours en juillet. Pour la période 1991-2020, la température moyenne annuelle observée sur la station météorologique la plus proche, située sur la commune d'Ectot-lès-Baons à 24 km à vol d'oiseau, est de 10,8 °C et le cumul annuel moyen de précipitations est de 905,5 mm,. Pour l'avenir, les paramètres climatiques de la commune estimés pour 2050 selon différents scénarios d’émission de gaz à effet de serre sont consultables sur un site dédié publié par Météo-France en novembre 2022.

## Urbanisme

### Typologie
Au 1er janvier 2024, Daubeuf-Serville est catégorisée commune rurale à habitat dispersé, selon la nouvelle grille communale de densité à sept niveaux définie par l'Insee en 2022.
Elle est située hors unité urbaine. Par ailleurs la commune fait partie de l'aire d'attraction du Havre, dont elle est une commune de la couronne,. Cette aire, qui regroupe 116 communes, est catégorisée dans les aires de 200 000 à moins de 700 000 habitants,.

### Occupation des sols
L'occupation des sols de la commune, telle qu'elle ressort de la base de données européenne d’occupation biophysique des sols Corine Land Cover (CLC), est marquée par l'importance des territoires agricoles (83,2 % en 2018), une proportion identique à celle de 1990 (83,2 %). La répartition détaillée en 2018 est la suivante : 
terres arables (76,6 %), forêts (9,8 %), espaces verts artificialisés, non agricoles (4 %), prairies (4 %), zones urbanisées (3 %), zones agricoles hétérogènes (2,6 %). L'évolution de l’occupation des sols de la commune et de ses infrastructures peut être observée sur les différentes représentations cartographiques du territoire : la carte de Cassini (XVIIIe siècle), la carte d'état-major (1820-1866) et les cartes ou photos aériennes de l'IGN pour la période actuelle (1950 à aujourd'hui).

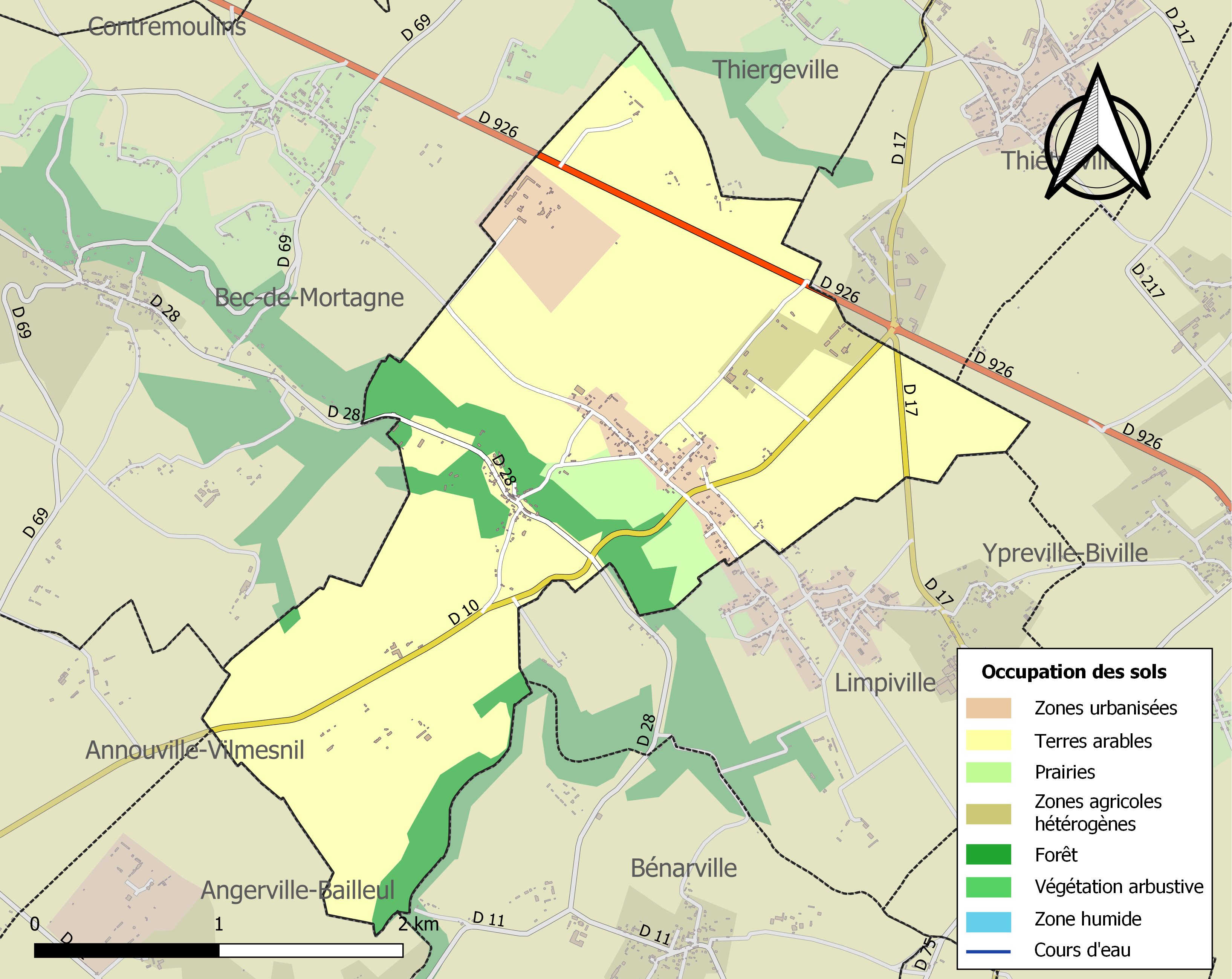
Carte des infrastructures et de l'occupation des sols de la commune en 2018 (CLC).

## Toponymie
Daubeuf est attesté sous la forme Dauboium au XIIe siècle.

Il s'agit d'un type toponymique scandinave formé avec les appellatifs dalr « vallée, pli de terrain » et both « village ».
Serville, attestée sous la forme Serevilla en 1227 (Archives départementales de la Seine-Maritime, 10 H 141), est une ancienne paroisse et commune, aujourd'hui un hameau de Daubeuf-Serville.

## Histoire
En 1716, Pierre Charles Nicolas Godefroy (2 mai 1698-29 janvier 1734) achète la seigneurie de Daubeuf à Charles Alphonse d'Auber.
Le 16 janvier 1748, David Godefroy, fils de Pierre Charles Nicolas (25 septembre 1721-décédé avant 1792), fut nommé par Louis XV gentilhomme ordinaire de la chambre du roi. Il sera introducteur des ambassadeurs auprès du roi. Passionné de musique, il organisa des concerts dans son château de Daubeuf,.
Auparavant, cette commune avait pour nom Daubeuf-le-Sec[réf. nécessaire].

## Politique et administration
| Période                                  | Période                    | Identité            | Étiquette | Qualité                                                                                              |
| ---------------------------------------- | -------------------------- | ------------------- | --------- | --- |
| Les données manquantes sont à compléter. |                            |                     |           | |
| maire en 1981                            |                            | Joseph Vittecoq     |           | |
| Les données manquantes sont à compléter. |                            |                     |           | |
| mars 2001                                | 2014                       | M. Dominique Beigle |           | Retraité                                                                                             |
| 2014                                     | En cours (au 10 août 2020) | Pascal Delamare     | SE        | Agent d'assurances Vice-président de la CC Campagne de Caux (2020 → ) Réélu pour le mandat 2020-2026 |

## Démographie
L'évolution du nombre d'habitants est connue à travers les recensements de la population effectués dans la commune depuis 1793. Pour les communes de moins de 10 000 habitants, une enquête de recensement portant sur toute la population est réalisée tous les cinq ans, les populations de référence des années intermédiaires étant quant à elles estimées par interpolation ou extrapolation. Pour la commune, le premier recensement exhaustif entrant dans le cadre du nouveau dispositif a été réalisé en 2008.

En 2022, la commune comptait 396 habitants, en évolution de +3,13 % par rapport à 2016 (Seine-Maritime : +0,35 %, France hors Mayotte : +2,11 %).
| 1793 | 1800 | 1806 | 1821 | 1831 | 1836 | 1841 | 1846 | 1851 |
| ---- | ---- | ---- | ---- | ---- | ---- | ---- | ---- | ---- |
| 415  | 592  | 506  | 444  | 551  | 566  | 634  | 630  | 606  |

| 1856 | 1861 | 1866 | 1872 | 1876 | 1881 | 1886 | 1891 | 1896 |
| ---- | ---- | ---- | ---- | ---- | ---- | ---- | ---- | ---- |
| 626  | 645  | 656  | 583  | 648  | 548  | 555  | 571  | 535  |

| 1901 | 1906 | 1911 | 1921 | 1926 | 1931 | 1936 | 1946 | 1954 |
| ---- | ---- | ---- | ---- | ---- | ---- | ---- | ---- | ---- |
| 456  | 442  | 459  | 426  | 405  | 406  | 397  | 392  | 362  |

| 1962 | 1968 | 1975 | 1982 | 1990 | 1999 | 2006 | 2008 | 2013 |
| ---- | ---- | ---- | ---- | ---- | ---- | ---- | ---- | ---- |
| 358  | 349  | 334  | 412  | 358  | 322  | 364  | 376  | 373  |

| 2018 | 2022 | - | - | - | - | - | - | - |
| ---- | ---- | - | - | - | - | - | - | - |
| 402  | 396  | - | - | - | - | - | - | - |

## Culture locale et patrimoine

### Lieux et monuments

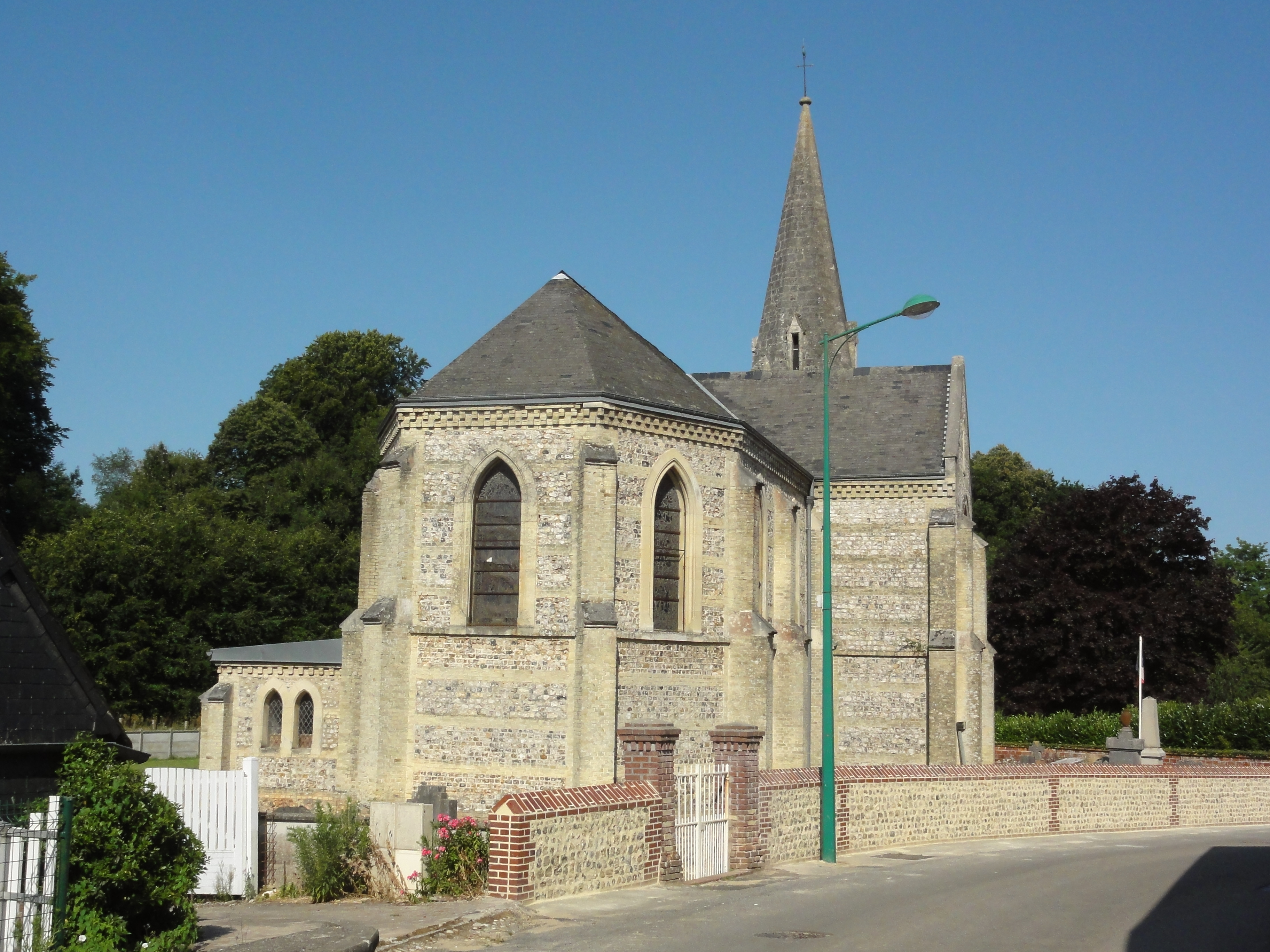
L'église Notre-Dame.
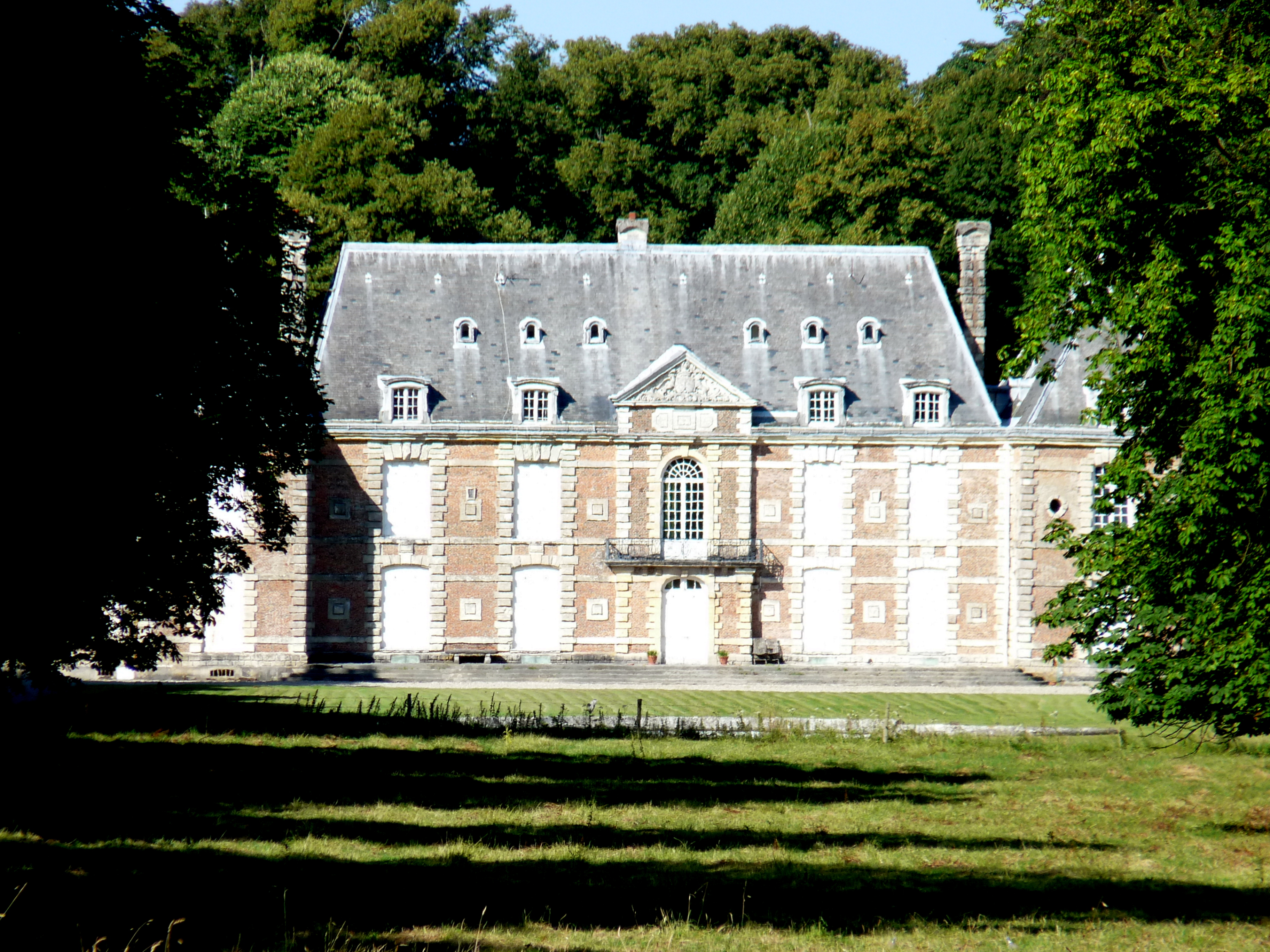
Le château du Grand Daubeuf, construit au XVIIe siècle, fait l'objet d'un classement au titre des monuments historiques par arrêté du 12 avril 1994[25].
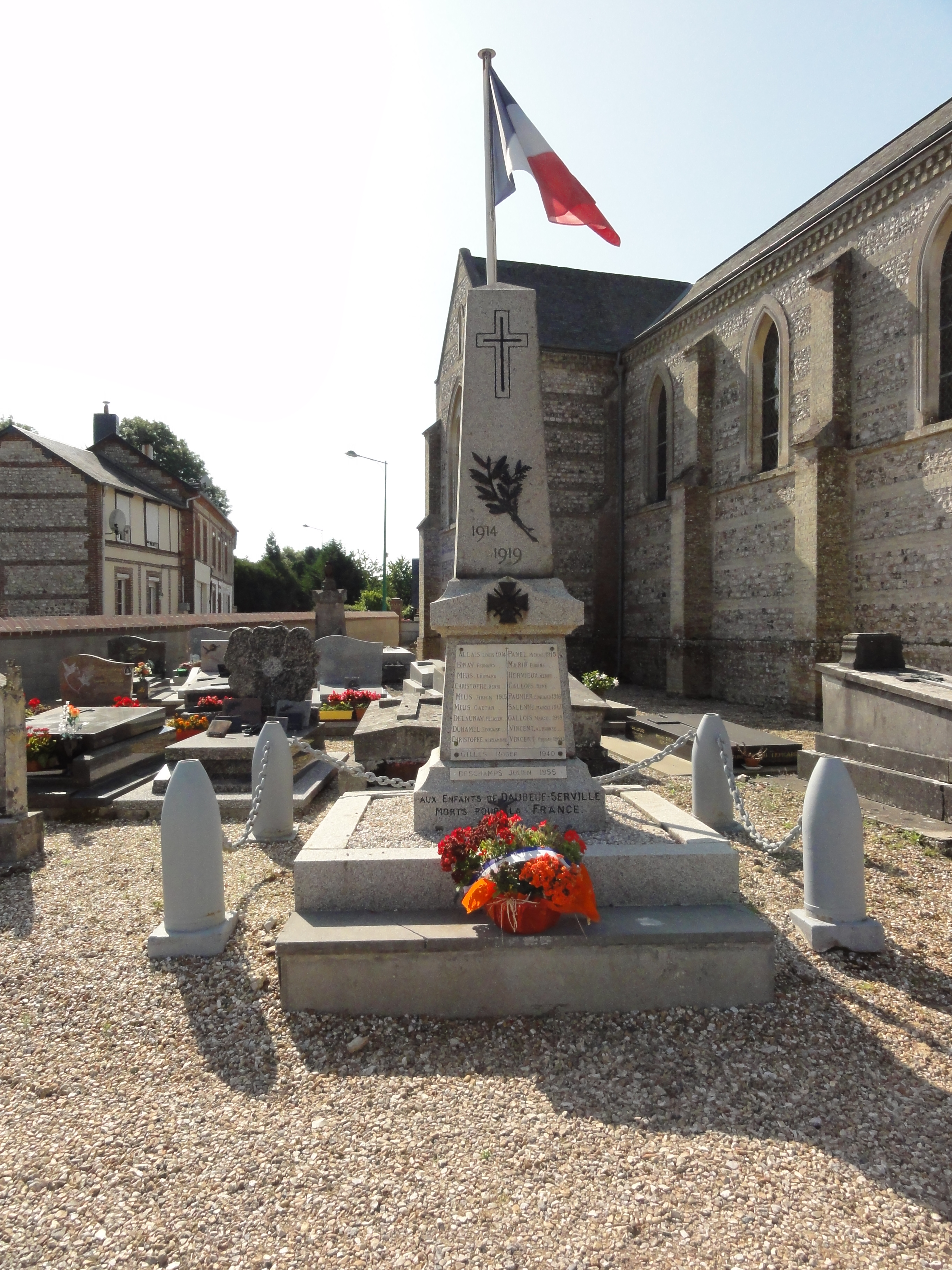
Le monument aux morts.

- L'église Notre-Dame.
- Le château du Grand Daubeuf.
- Le monument aux morts.